# Reber - borovja
Reber - borovja este o arie protejată (arie specială de conservare — SAC, sit de importanță comunitară — SCI) din Slovenia întinsă pe o suprafață de 74,72 ha, integral pe uscat.

## Localizare
Centrul sitului Reber - borovja este situat la coordonatele 46°05′47″N 14°54′41″E / 46.0964°N 14.9113°E.

## Înființare
Situl Reber - borovja a fost declarat sit de importanță comunitară în aprilie 2004 pentru a proteja un număr necunoscut de specii din flora spontană și fauna sălbatică aflate în arealul zonei. Situl a fost protejat și ca arie specială de conservare în februarie 2012.

## Biodiversitate
Situată în ecoregiunea continentală, aria protejată conține 1 habitat natural: Păduri de pin scoțian din Dolomiții dinarici (Genisto januensis-Pinetum).
La baza desemnării sitului se află un număr nedeclarat de specii protejate.